# Nation crie de Manto Sipi

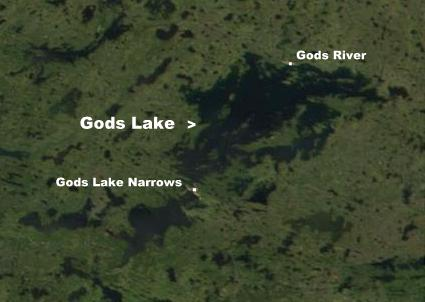
Gods River, Manitoba.

La Nation crie de Manto Sipi est une bande indienne du Manitoba au Canada. Les langues principales de la Première Nation sont l'anglais et le cri. La nation est signataire du Traité 5.

## Annexe